# Gustavo Juan Nikitiuk Bonifácio
Gustavo Juan Nikitiuk Bonifácio (15 de março de 1973), o Niki, é um ex-futebolista uruguaio que atuava como atacante. No Brasil jogou pelo Botafogo, onde participou da campanha vitoriosa do Campeonato Brasileiro de 1995.
Atualmente é empresário da área esportiva, e agencia a carreira de jogadores.

## Títulos
Botafogo
- Campeonato Brasileiro : 1995